# Chicken Mexicaine
Chicken Mexicaine ist ein Schweizer Film aus dem Jahr 2007, der von Armin Biehler geschrieben und inszeniert wurde. Der Film handelt vom Gewohnheitsverbrecher Roby Schmucker, der sich nicht mit 12 Jahren Zuchthausstrafe abfinden kann und seine Tochter wiedersehen will. Zusammen mit seinem muslimischen Freund Mohammed Hiab zwingt er den Direktor in die Knie.
Der Film ist nach einigen Dokumentarfilmen Armin Biehlers erster Spielfilm und gewann 2008 den Schweizer Filmpreis für den besten Darsteller (Bruno Cathomas).

## Handlung
Der Gewohnheitsverbrecher Roby Schmucker wird ins Gefängnis eingeliefert. Das vierte Mal im Knast bleibt er, der es gewohnt ist sich als Einzelgänger durchzuschlagen, ganz ruhig. Er verschafft sich erst mal den Überblick, wer was zu sagen und welcher Kollege was beschaffen kann. Nichts ist mehr wie früher, die Gangart ist einiges härter geworden. Nur der Direktor ist ein alter Bekannter. Roby weiss von seinen früheren Gefängnisaufenthalten, dass der Papst, wie er den Anstaltsleiter nennt, in diesem Bau die Zügel im Griff hat. Lächelnd empfiehlt dieser ihm: ordentlich arbeiten und keine Gewalt.
Roby Schmucker rechnet damit, bald wieder draussen zu sein. Doch nach seinem Prozess schaut Roby der nackten Tatsache ins Auge: Verurteilung zu 12 Jahren Zuchthaus. Roby steht vor der Frage Flucht oder Selbstmord. Als er vom Fluchtplan eines schwarzen Mitgefangenen erfährt, hängt er sich an. Der Direktor bekommt von der Sache Wind und münzt den Ausbruchversuch kurzerhand in eine Alarmübung um. Der Ausbruchversuch misslingt.
Als Roby dann noch erfährt, dass seine Tochter verschollen ist, zertrümmert er seine Zelle. Er kassiert verschärfte Bunkerhaft. Nun ist er ganz unten. Auf sich selbst zurückgeworfen, träumt er wehmütig von seiner Zeit in Afrika. Dort arbeitete er als Monteur und gründete eine Familie. In Erinnerung an dieses Glück setzt sich in Robys Kopf unverrückbar ein Gedanke fest. Er will raus und seine Tochter wieder sehen. Deshalb vertraut er sich dem muslimischen Gefangenen Mohammed Hiab an. Zwischen den beiden entsteht eine Freundschaft.
Roby macht im Kellergewölbe des Knastes eine unglaubliche Entdeckung. Der Sohn des Direktors – ein gescheiterter Wirtschaftsstudent – hat sich von einem russischen Gefangenen einspannen lassen, in einem Labor im Keller des Gefängnisses Glückspillen herzustellen. Als der Direktor erfährt, dass sein Sohn im Knast Drogen herstellt, sieht er sich gezwungen seinen eigenen Sohn entweder anzuzeigen oder ausser Landes zu schaffen. Roby Schmucker und sein Zellenkollege sammeln die Beweise. Der Direktor wird erpressbar und der Schlüssel zur Freiheit ist zum Greifen nah. Roby Schmucker hat den Kampf seines Lebens auszufechten.

## Auszeichnungen
- Schweizer Filmpreis für den besten Darsteller (2008) Bruno Cathomas